# Мачабели, Михаил Вахтангович
Михаил Вахтангович Мачабели (груз. მიხეილ ვახტანგის ძე მაჩაბელი, 15 ноября 1858 года, Тифлис — 1927 год, там же) — грузинский учёный-агроном и политик.

## Биография
Среднее образование получил в 1-й тифлисской гимназии и поступил в Петровскую сельскохозяйственную академию в Москве. Вернувшись на родину, активно работал в сельскохозяйственных организациях Кавказа, Русского географического общества и этнографических обществ Грузии, регулярно писал отчёты, организовывал экспедиции.
26 мая 1918 года подписал Декларацию независимости Грузии.
После советизации Грузии остался на родине, ушёл из политики и работал начальником Управления местной промышленности Народного комиссариата сельского хозяйства Грузии. Был уволен в 1923 году, но в следующем году его восстановили на работе. Был активным участником налаживания сотрудничества кустарной промышленности в Грузии. Как специалист внёс большой вклад в развитие этой отрасли. 
Похоронен в Дидубийском пантеоне писателей и общественных деятелей.